# Karel Trávníček
Karel Trávníček (10. února 1910–???) byl český fotbalista, obránce.

## Fotbalová kariéra
V československé lize hrál za DSV Saaz a SK Viktoria Plzeň. Nastoupil v 97 ligových utkáních a dal 4 góly.

## Ligová bilance
| Ročník               | Zápasy | Góly | Minuty | Klub              |
| -------------------- | ------ | ---- | ------ | ----------------- |
| Státní liga 1935/36  | 25     | 0    | 2 250  | DSV Saaz          |
| Státní liga 1935/36  | –      | 0    | –      | SK Viktoria Plzeň |
| Státní liga 1936/37  | –      | 0    | –      | SK Viktoria Plzeň |
| Státní liga 1937/38  | 22     | 4    | 1 980  | SK Viktoria Plzeň |
| Národní liga 1939/40 | –      | 0    | –      | SK Viktoria Plzeň |
| Národní liga 1940/41 | –      | 0    | –      | SK Viktoria Plzeň |
| CELKEM 1. liga       | 97     | 4    | –      |                   |